# Studytki
Studytki – żeński zakon greckokatolicki, działający na podstawie studyckiego ustawu.
Przed II wojną światową ośrodkiem zakonu był klasztor w Jachtorowie w powiecie przemyskim, oprócz tego ich domy działały w Gajach koło Tarnopola, we Lwowie na Łyczakowie oraz w Podhajcach.
Studytki zajmowały się wyrobem ornatów i chorągwi, rolnictwem, prowadziły też ochronki i sierocińce. Przed wojną w zakonie działało 72 siostry. Ich przeoryszę, siostrę Józefę władze radzieckie skazały po wojnie na 30 lat więzienia.
Obecnie studytki posiadają 2 klasztory: we Lwowie oraz w Krefeld w Niemczech.